# Działko M4
Działko M4 (37 mm Automatic Gun, M4, znane także jako T9) – amerykańskie działko lotnicze kalibru 37 mm zaprojektowane przez amerykańskiego konstruktora Johna Browninga.  Działko działało na zasadzie długiego odrzutu.
Używane było w myśliwcach P-39 i P-63, eksperymentalnie w niektórych P-38D oraz na małych okrętach patrolowych.  Rozwinięciem konstrukcji było działko M10.